# Marcela Britos
Marcela Valeria Britos (ur. 26 lutego 1985 roku w Maldonado) – urugwajska lekkoatletka specjalizująca się w biegach średniodystansowych, olimpijka, uczestniczka Letnich Igrzysk Olimpijskich w 2008, które rozgrywane były w Pekinie. Uczestniczka młodzieżowych Mistrzostw świata i kontynentu. 

## Życiorys
Reprezentowała Urugwaj na Letnich Igrzyskach Olimpijskich 2008 w Pekinie i rywalizowała w biegu na 800 metrów. Biegła w trzecim biegu kwalifikacyjnym z Pamelą Jelimo z Kenii, która ostatecznie została mistrzynią olimpijską na tym dystansie. Britos ukończyła bieg na ostatnim miejscu z czasem 2:08.98, zajmując siódme miejsce. W końcowej klasyfikacji wynik ten uplasował ją na 35. miejscu. 